# Ландшафтний заповідник Загір'я
Ландшафтний заповідник Загір'я (словац. Chránená krajinná oblasť Záhorie) — заповідник в західній частині Словаччини, що розташований уздовж річки Морава на кордоні з Австрією.
Він знаходиться в неформальному адміністративному окрузі Загір'я в західній частині країни. Територія, що охороняється, складає 275.22 квадратних кілометрів і розділена на дві частини — західну і північно-східну. Західна частина починається в селі Кути на півночі, уздовж кордону з Австрією по річці Морава і закінчується недалеко від міста Ступава на півдні. Північний схід межує із Загорським військовим округом на сході і півдні. Протікає Шаштінський потік.

## Туризм
У західній частині побудована штучна дамба вздовж річки Морава, по якій облаштований велосипедний маршрут. Маршрут містить дошки і плакати, що інформують про дику природу. Він має популярність серед туристів. Північно-східна частина містить велосипедні та пішохідні стежки, пропонуючи туристам краєвид на унікальні піщані дюни. Велосипедні маршрути взаємопов'язані з іншими, що розташовані поза ландшафтною зоною.